# Benjamin Barrington
Benjamin Barrington (Los Ángeles, California, 1964) es un presentador de televisión y cantante estadounidense, que ha desarrollado parte de su carrera en España.

## Biografía
Con tan solo once años se traslada a vivir a Madrid con su familia, y sería precisamente en España donde diera sus primeros pasos profesionales, no sin antes regresar a Estados Unidos para completar su formación.
A mediados de la década de 1980, participó como compositor en el disco de Presuntos implicados Danzad, danzad, malditos. A finales de esa década y principios de los noventa se dedica a la composición musical, editando el LP Benjamin, del que se extrajo el tema «You'll never fall in love», que se dejó sonar con fuerza en la radio.
Debuta ante las cámaras de televisión con el programa destinado al público infantil Ponte las pilas (1991), de TVE, junto a Dani Martín, Arancha de Benito y Alicia Bogo. Un año más tarde, siempre en Televisión Española conduce el espacio Los primeros de la primera, y en la temporada 1993-1994 el programa igualmente destinado a los más jóvenes Zona de juego.
En 1995 obtiene un gran éxito sobre los escenarios, cuando estrena en el Festival de Teatro de Mérida la comedia musical La bella Helena con dirección de José Carlos Plaza y protagonizada por Ana Belén.
Posteriormente regresaría a Estados Unidos para seguir trabajando como compositor y productor discográfico.